# Studenec (kraj liberecki)
Studenec – gmina w Czechach, w powiecie Semily, w kraju libereckim. Według danych z dnia 1 stycznia 2013 liczyła 1 843 mieszkańców.